# Farinelais
Die Farinelais ist ein kleiner Fluss in Frankreich, der im Département Loire-Atlantique in der Region Pays de la Loire verläuft. Sie entspringt an der Gemeindegrenze von Malville und Fay-de-Bretagne, entwässert generell Richtung Norden und mündet nach rund 17 Kilometern im Gemeindegebiet von Blain als linker Nebenfluss in den Isac, der hier den Schifffahrtskanal Canal de Nantes à Brest bildet.
Hinweis: Der Flussverlauf der Farinelais ist nur schwer nachvollziehbar, da der von sandre.fr beschriebene Wasserweg auf den Kartenwerken von geoportail.gouv.fr komplett andere Namen trägt und diese auch beständig wechseln.
Sie lauten (in Fließrichtung):
- Ruisseau de la Guichardais
- Ruisseau de la Hamonnais
- Ruisseau la Havardais
- Ruisseau de Préhem
- Ruisseau du Pont-Serein

## Orte am Fluss
(Reihenfolge in Fließrichtung)
- La Maison Rouge, Gemeinde Malville
- La Brochardais, Gemeinde Malville
- La Hamonnais, Gemeinde Fay-de-Bretagne
- La Havardais, Gemeinde Fay-de-Bretagne
- Vilhouin, Gemeinde Bouvron
- La Rivière de Parignac, Gemeinde Fay-de-Bretagne
- La Farinelais, Gemeinde Blain
- La Réauté, Gemeinde Blain